# Mochowo (gmina)
Pour les articles homonymes, voir Mochowo.
Mochowo est une gmina rurale (gmina wiejska) de la powiat de Sierpc, dans la Voïvodie de Mazovie, dans le centre-est de la Pologne.
Son siège administratif (chef-lieu) est le village de Mochowo, qui se situe environ 12 kilomètres au sud-ouest de Sierpc (siège de la powiat) et 115 kilomètres au sud-ouest de Varsovie (capitale de la Pologne).
La gmina couvre une superficie de 143,57 km2 pour une population de 6 249 habitants en 2006.

## Histoire
De 1975 à 1998, la gmina est attachée administrativement à la voïvodie de Płock.

Depuis 1999, elle fait partie de la voïvodie de Mazovie.

## Géographie
La gmina inclut les villages et localités de :

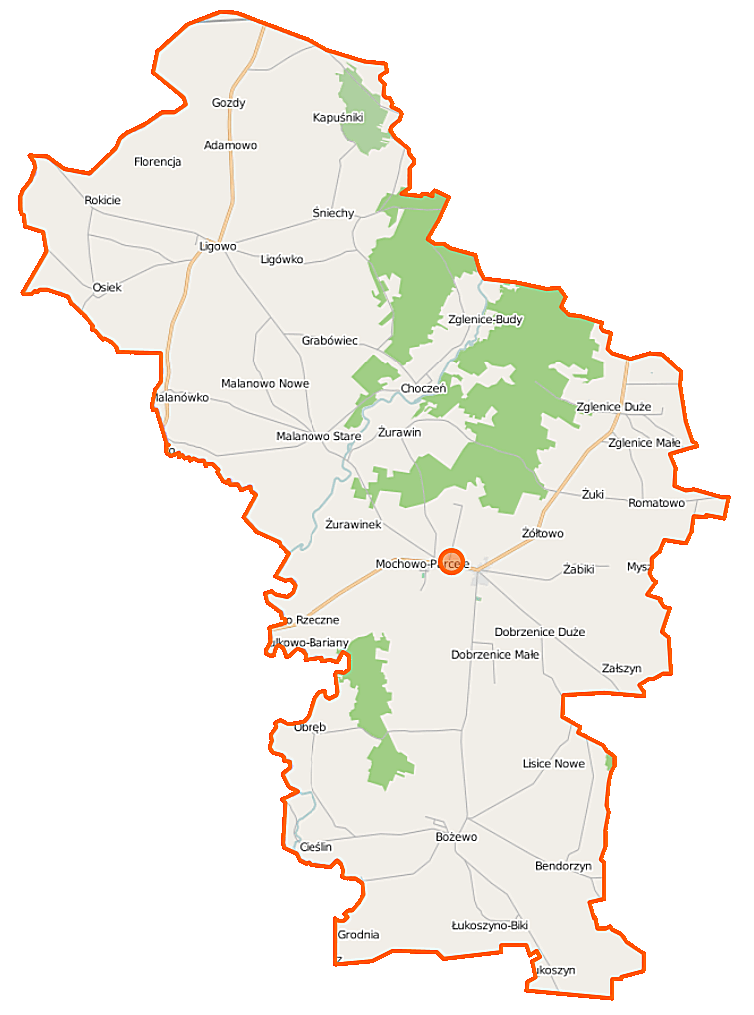
Plan de la gmina

- Adamowo
- Bendorzyn
- Bożewo
- Bożewo Nowe
- Choczeń
- Cieślin
- Dobaczewo
- Dobrzenice Małe
- Florencja
- Gozdy
- Grabówiec
- Grodnia
- Kapuśniki
- Kokoszczyn
- Ligówko
- Ligowo
- Lisice Nowe
- Łukoszyn
- Łukoszyno-Biki
- Malanówko
- Malanowo Nowe
- Malanowo Stare
- Mochowo
- Mochowo-Dobrzenice
- Mochowo-Parcele
- Myszki
- Obręb
- Osiek
- Rokicie
- Romatowo
- Śniechy
- Sulkowo Rzeczne
- Sulkowo-Bariany
- Żabiki
- Załszyn
- Zglenice Duże
- Zglenice Małe
- Zglenice-Budy
- Żółtowo
- Żuki
- Żurawin
- Żurawinek

### Gminy voisines
La gmina de Mochowo est voisine des gminy suivantes :
- Brudzeń Duży
- Gozdowo
- Sierpc
- Skępe
- Tłuchowo

## Structure du terrain
D'après les données de 2002, la superficie de la commune de Mochowo est de 143,57 km2, répartis comme telle :
- terres agricoles : 79%
- forêts : 14%

La commune représente 16,83% de la superficie du powiat.

## Démographie
Données du 30 juin 2004 :
| Description        | Total  | Total | Femmes | Femmes | Hommes | Hommes |
| ------------------ | ------ | ----- | ------ | ------ | ------ | ------ |
| Unité              | Nombre | %     | Nombre | %      | Nombre | %      |
| Population         | 6 309  | 100   | 3 178  | 50,4   | 3 131  | 49,6   |
| Densité (hab./km²) | 43,9   | 43,9  | 22,1   | 22,1   | 21,8   | 21,8   |